# Jedle sicilská
Jedle sicilská (Abies nebrodensis) je jehličnatý strom z čeledi borovicovité, z rodu jedlí, přirozeně rostoucí na Sicílii, a blízký příbuzný jedle bělokoré.

## Synonyma
- Abies alba poddruh nebrodensis
- Abies alba varieta nebrodensis
- Abies pectinata varieta nebrodensis.

## Popis
Stálezelený, jehličnatý strom, dorůstající 15-25 m. Kmen dosahuje průměru 1 m. Koruna je široká a zaoblená nebo zploštělá. Borka je mělce rozbrázděná a vločkovitá, oranžová. Pupeny jsou vejčitě kuželovité a hladké, červenohnědé. Letorosty jsou šedozelenožluté, rýhované. Jehlice jsou 1,5-2,5 cm dlouhé a 2 mm široké a 0,5 mm vysoké, seshora leskle tmavozelené, vespod se dvěma zelenobílými stomatárními proužky, na koncích zaoblené, vroubkované a někdy i (vysoko u starých stromů) také špičaté, umístěné v přeslenu (verticillus), čímž se tato jedle odlišuje od ostatních jedlí, vyskytujících se v této oblasti. Samčí šištice jsou 15-20 mm dlouhé, zelenožluté. Samičí šištice (šišky) jsou válcovité, na vrcholu zaoblené, 13-20 cm dlouhé a 4 cm široké, zpočátku zelené či červenohnědé, později dozráváním tmavohnědé. Semena jsou 7 mm dlouhá, se dvěma křídly.

## Příbuznost
Jedle sicilská (Abies nebrodensis) je blízce příbuzná jedli bělokoré (Abies alba) (jedle bělokorá ji nahrazuje v pohoří Apeniny v Itálii a jinde dále směrem na sever v Evropě). Někteří botanici považují jedli sicilskou za varietu jedle bělokoré – Abies alba varieta nebrodensis.

## Výskyt
Domovinou stromu je Sicílie, zde se vyskytuje endemicky v pohoří Madonie a v minulosti též v pohoří Nebrodi, kde se dnes již nevyskytuje (obě pohoří jsou součásti sicilských Apenin).

## Ekologie
Horský strom, roste v nadmořských výškách kolem 1500 m ve vápencových půdách.
Jedle sicilská má ráda přímé slunce, dobře snáší sucho, stačí jí jen minimum vody, je dobře použitelná pro takzvaný Xeriscaping (z řeckého xeros=suchý a anglického scape=escape=utéct), to znamená pěstování rostlin bez dodatečného zalévání či jen s minimálním nutným zaléváním v oblastech s nedostatkem vody.
Mrazuvzdorný do −17 °C. Dříve v sicilských lesích převládala jedle sicilská spolu s bukem lesním Fagus sylvatica, nyní vzácná jedle sicilská roste hlavně s hlohem jednosemenným Crataegus monogyna, cesmínou ostrolistou Ilex aquifolium, trnkou obecnou Prunus spinosa a dalšími.

## Využití člověkem
V minulosti využíván pro dřevo ve stavebnictví a jako palivo, dnes je již pro tohle využití příliš vzácný.

## Ohrožení
Kriticky ohrožený strom – současná populace čítá 30 dospělých jedinců (vzrostla z 24 díky záchrannému programu financovanému z finančního nástroje Evropské unie LIFE, který probíhal na Sicílii v letech 2001-2005). Stav populace je stabilní. Od začátku 19. století byl strom silně kácen pro dřevo, další škody na jeho populaci způsobila eroze. V současnosti představuje hlavní nebezpečí pro populaci tohoto stromu extrémně nízký počet dospělých jedinců a lesní požáry. Pokusy o znovuvysazování mají jen částečný úspěch, hlavně pro přílišné spásání hospodářskými zvířaty místních farmářů. Probíhají In situ programy financované nástroji EU. Jejich cílem je stabilizovat existující dospělou populaci stromu a zvýšit šanci na přežití přirozeně se vyskytujících semenáčů a stromů vysazených prostřednictvím ex situ programů, obnovení původních druhů eliminací konkurenčních cizích druhů a obnovení původního ekosystému. Ex situ programy se zaměřují na pěstování jedle sicilské v Botanické zahradě v Palermu a letních vilách po okolí, dále na pěstování v botanických zahradách a arboretech jinde v Evropě.

## Galerie

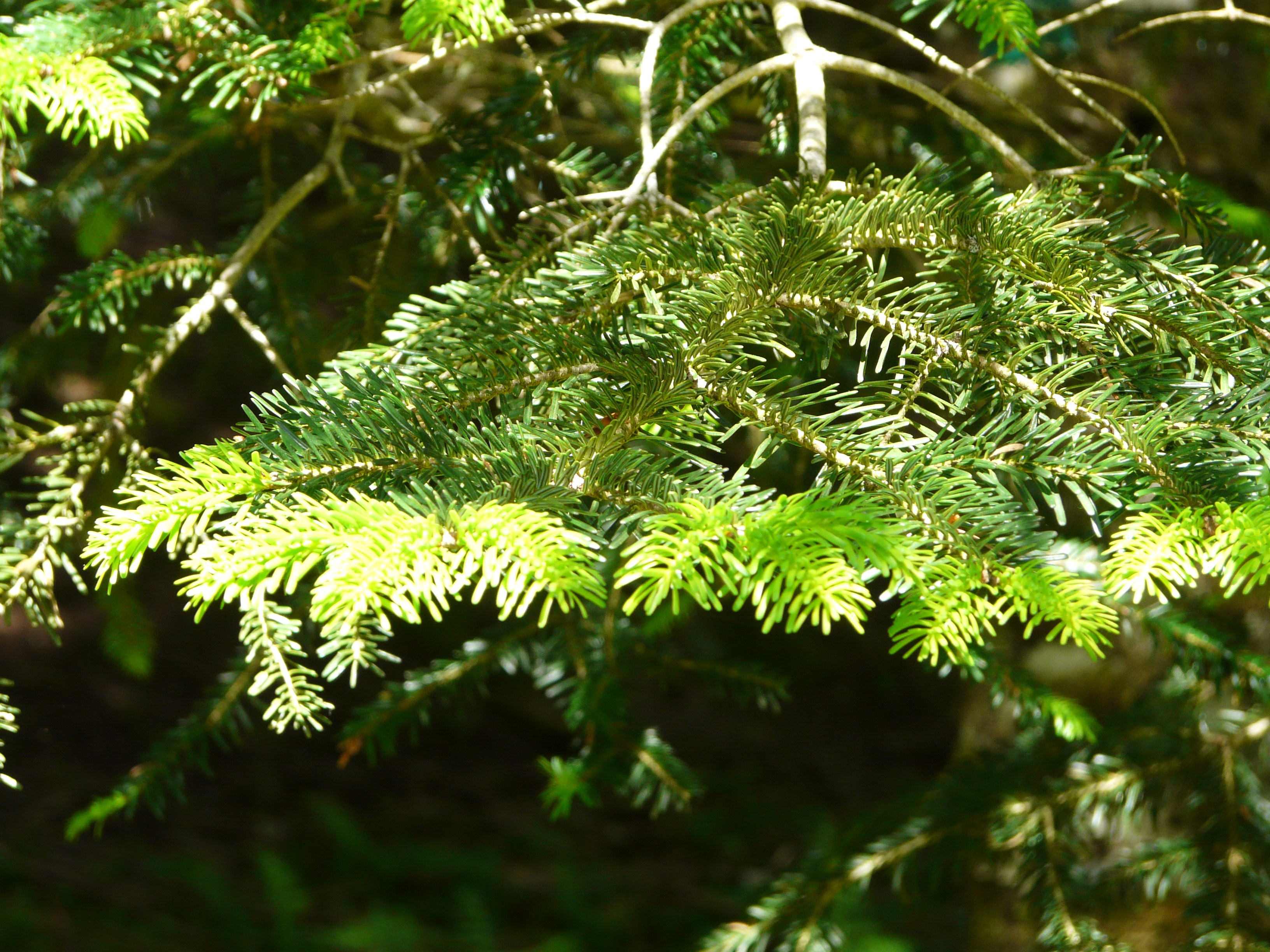
Jedle sicilská, jehlice na větvi.
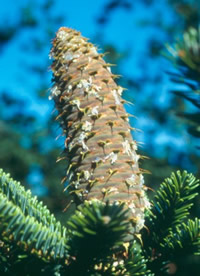
Jedle sicilská, samičí šištice.